# Clubiona subtrivialis
Clubiona subtrivialis este o specie de păianjeni din genul Clubiona, familia Clubionidae, descrisă de Strand, 1906. Conform Catalogue of Life specia Clubiona subtrivialis nu are subspecii cunoscute.